# Metropolis Könyvek
A Metroplis könyvek-sorozat a Metropolis Media egyik könyvsorozata, melyet a Galaktika Fantasztikus Könyvek sorozattal együtt vezet a kiadó. A sorozatban szereplő könyvek legnagyobb része nem sci-fi. A szépirodalmon át a történelmi regényig mindenféle könyv megtalálható a sorozatban. A kötetek 2006 óta jelennek meg kisebb szünetekkel.

## Kiadványok

### 2006
- Bakos Zoltán: A helyes asszonytartás

### 2007
- Robert Ferrigno: Ima egy bérgyilkosért

### 2009
- Marina és Szergej Gyacsenko: Alekszandra és a teremtés növendékei
- Rafael Marín: Sherlock Holmes és az Einstein-gyár
- Whitley Strieber: 2012
- Bram Stoker: A fehér féreg fészke
- Elizabeth Moon: A sötét sebessége
- Kim Stanley Robinson: A rizs és a só évei
- William Gibson: Árnyvilág

### 2010
- William Gibson: Nyomtalanul
- Nicholas Christopher: Bestiárium
- Olivier Delcroix: Összeesküvések könyve
- Jane Yolen: Csipkerózsa
- Kim Stanley Robinson: Árral szemben

### 2011
- Neil Gaiman és Al Sarrantonio: 27 képtelen történet
- Whitley Strieber: Éhség
- Andreas Eschbach: Összeomlás
- Kersti Kivirüüt: Okkultisták klubja

### 2012
- Árnyak és rémek – Ray Bradbury emlékére

### 2013
- Indrek Hargla: Melchior, a patikárius és a Szent Olaf-templom rejtélye
- Richard Adams: Gazdátlanok
- Mircea Eliade: Dionüszosz kertjében
- Jacqueline Harpman: Orlanda
- Marina és Szergej Gyacsenko: Arszen és a játék hatalma

### 2015
- Indrek Hargla: Melchior és a Kerekeskút utca lidérce

### 2016
- Jo Walton: Mások között
- Indrek Hargla: Melchior és a hóhér lánya